# 石垣泰司
石垣 泰司（いしがき やすじ、1937年3月13日 - ）は、外務省参与・アジアアフリカ法律諮問委員会委員、外務官僚。
宮城県出身。

## 経歴
1959年3月 東北大学法学部卒業。1959年4月 外務省入省。1966年6月 米国オハイオ州オーバリン大学政治学科卒業。
1978年 アジア局地域政策課首席事務官。1979年 大臣官房書記官。1980年 アジア局南西アジア課長。1982年 在カナダ大使館参事官。
1984年 在タイ大使館参事官（カンボジア兼勤）。1987年 法務省入国管理局総務課長。
1989年 国際連合局参事官。1990年 国際連合局担当官房審議官。1990年 在サンパウロ総領事。
1993年 特命全権大使、ドミニカ共和国駐箚（ジャマイカ、バハマ兼轄）。1995年 レバノン共和国駐箚大使。1998年 フィンランド共和国駐箚大使（エストニア兼轄）（2000年12月退官）。
2001年4月 東海大学法学部教授（国際法）。2004年-2009年 東海大学法科大学院教授（国際法、国際人権法）。2005年-2006年 日本国際フォーラム参与（東アジア共同体評議会副議長）。
2007年6月 アジア・アフリカ法律諮問委員会（AALCO）委員就任。2007年7月 外務省参与（大使）。
2010年9月 日本国際フォーラム参与（東アジア共同体評議会副議長）。